# علی کفاشیان
علی کفاشیان (زادهٔ ۱۵ مرداد ۱۳۳۳ نائین) دونده بازنشسته و مدیر اجرایی ورزشی ایرانی است که از فروردین ۱۴۰۴ به‌عنوان مسئول طرح راهبردی توسعه و ارتقا رشته پارا دو و میدانی کمیته ملی پارالمپیک ایران فعالیت می‌کند. وی پیش‌تر رئیس فدراسیون دو و میدانی ایران و فدراسیون فوتبال ایران بوده است. کفاشیان از سال ۲۰۱۵ تا ۲۰۱۹ نایب‌رئیس منطقه مرکزی کنفدراسیون فوتبال آسیا بود.
او دارای مدرک کارشناسی اقتصاد از دانشگاه شهید بهشتی و فوق لیسانس تجارت بین‌الملل از دانشگاه ماستریخت است. از مهم‌ترین پست‌های اجرایی وی می‌توان به مدیریت اداره نظارت ارز بانک مرکزی، معاون ورزشی و امور فدراسیون‌های سازمان تربیت بدنی و دبیرکل کمیته ملی المپیک اشاره کرد. کفاشیان از اعضای تیم ملی دو و میدانی کشور در رشتهٔ دوی ۱۱۰ متر بامانع بوده است.
علی کفاشیان در خصوص نحوه ورود خود به فوتبال گفت: سال ۸۶ قرار بود که آقای علی‌آبادی به عنوان رئیس فدراسیون فوتبال معرفی شوند، اما به اجبار ایشان کنار کشیدند و من به عنوان تنها کاندیدا ماندم و رئیس فدراسیون فوتبال شدم. روزهای سختی در فوتبال داشتم. در ابتدای امر این پست جدید برای من ناآشنا بود. البته هر چند من ۳۰ سال در ورزش حضور داشتم، اما فوتبال فضای خاص خودش را داشت.

## محرومیت
علی کفاشیان به همراه عباس ترابیان به دلیل آنچه تخلفات مالی عنوان شد، از سوی کمیته اخلاق فدراسیون فوتبال ایران به مدت ۵ سال به محرومیت از هرگونه فعالیت فوتبالی محکوم شدند. البته محرومیت وی بعدها با رأی کمیته استیناف پایان یافت.

## سوابق ورزشی
- عضو تیم ملی دوومیدانی در رشته‌های ۱۱۰ متر و ۴۰۰ متر بامانع (۱۳۵۹–۱۳۵۵)
- رکوردار رشته ۱۱۰ متر بامانع کشور

### سوابق مدیریتی ورزشی
- معاون ورزشی و امور فدراسیون‌های سازمان تربیت بدنی به مدت ۳ سال
- رئیس شورای برون‌مرزی
- رئیس ستاد مسابقات دهه فجر
- عضو شورای راهبری ورزش
- رئیس مجامع ورزشی کلیه فدراسیون‌های ورزشی به مدت سه سال
- رئیس ستاد نظارت بر عملکرد بازیهای المپیک ۲۰۰۴ آتن و بازیهای آسیایی ۲۰۰۶ قطر
- رئیس نخستین دوره مسابقات داخل سالن دوومیدانی آسیا در سال ۲۰۰۳
- رئیس فدراسیون دوومیدانی به مدت ۱۶ سال (از سال ۱۳۶۰ تا ۱۳۷۰ و از سال ۱۳۷۵ تا ۱۳۸۱)
- سرپرست فدراسیون‌های ورزش‌های رزمی، ژیمناستیک، بولینگ و بیلیارد، سوارکاری، شطرنج، قایقرانی و اسکی روی آب
- دبیرکل کمیته ملی المپیک (از سال ۸۳ تا ۸۷)
- رئیس کمیسیون رسانه‌های کمیته ملی المپیک
- دبیرکل فدراسیون بازیهای غرب آسیا
- عضو هیئت اجرایی فدراسیون همبستگی ورزشی کشورهای اسلامی
- رئیس فدراسیون فوتبال جمهوری اسلامی ایران (از سال ۸۶ تا ۹۵)
- نایب رئیس اول فدراسیون فوتبال جمهوری اسلامی ایران (از سال ۹۵ تا ۹۷)
- رئیس کمیته فوتسال فدراسیون فوتبال جمهوری اسلامی ایران به مدت دوسال
- نایب رئیس کنفدراسیون فوتبال آسیا AFC به مدت چهار سال
- عضو هیئت مدیره مس کرمان

## گرایش سیاسی
او که کارمند بانک مرکزی بود، سال ۵۸ مدیر امور نظارت بر ارز شد. کفاشیان در این باره به خبرآنلاین گفته است: «عضو انجمن اسلامی بودم. با افزایش اختلاف رجایی و بنی صدر، من اطلاعات بانک مرکزی را به نوربخش می‌رساندم تا ایشان بدانند حامیان بنی‌صدر چه می‌کنند و تلاش کردیم سرنگون شود.»
با وجود چهل سال حضور در بالاترین سطوح ورزش دولتی ایران، وی گرایش سیاسی خاصی از خود بروز نداده است.
هفته نامهٔ ورزشی تماشاگران نوشته است: «کفاشیان نماز صبح را در مسجد محل می‌خواند»، او مشهور است به تطبیق سریع با جناح‌های متفاوتی که دولت جمهوری اسلامی ایران را در اختیار می‌گرفتند.

## پرونده‌های اداری و مالی قضائی

### احضار به دادسرای کارکنان دولت
درپی عدم استعفای کفاشیان از ریاست فدراسیون فوتبال به دلیل بازنشستگی و با پی‌گیری سازمان بازرسی کل کشور، وی در ۱۹ اسفند ۱۳۹۰ به دادسرای کارکنان دولت احضار شد. او در واکنش گفت: «اگر استعفا بدهم تعلیقیم!»

### انتقال به اوین و بازداشت
کفاشیان رئیس وقت فدراسیون فوتبال در تاریخ ۱۳۹۱/۰۹/۱۴ به دادسرای اوین منتقل و بازداشت شد. وی در بازپرسی اوین از ۹ صبح تا ۶ بعدازظهر به اتهامات اختلاس، اداری و … تحت بازجویی قرار گرفت. روند بازجویی‌ها به گونه ای بود که کفاشیان با قرار اخذ کفیل می‌توانست از دادسرا خارج شود، اما با کفالت دبیرکل وقت فدراسیون به عنوان کفیل وی موافقت نشد تا اینکه عزیزالله محمدی با حضور در دادسرا و امضای اوراق کفالت، مجوز خروج وی را دریافت کرد.
کفاشیان در ۱۸ آذر ۱۳۹۱ مجدداً به اوین احضار و راجع به ارتباط مالی تحت بازجوئی قرار گرفت.
بابک زنجانی در هشتم تیرماه ۱۳۹۴ دربارهٔ اختلافات با کفاشیان درخصوص باشگاه فوتبال راه‌آهن نامه ای به دادستانی ارسال کرد و خواستار بازپس‌گیری حقش از علی کفاشیان گردید.

## دیدگاه رؤسای سابق فدراسیون فوتبال
در ۲۲ خرداد ۱۳۹۹ زمانی که شایعهٔ بازگشت کفاشیان به سرپرستی فدراسیون فوتبال قوت گرفت، مدیران ارشد فوتبالی از جمله محمد دادکان رئیس سابق فدراسیون تهدید کردند در صورت بازگشت وی، از سمت فوتبالی خود استعفاء خواهند داد.
داریوش مصطفوی نیز در این رابطه انتقادات تندی علیه کفاشیان انجام داد و در خرداد ۱۳۹۹ به روزنامه ایران گفت: «من از اول با حضور چنین آدم‌هایی که اهل فوتبال نبودند و چسبیده به فوتبال هستند، مخالف بودم. این افراد هیچ کاری برای ورزش بخصوص فوتبال نمی‌توانند انجام دهند.
چه شد که کفاشیان و عباس ترابیان، پولی را از آن شرکت تبلیغاتی گرفته بودند را به جای این که به حساب فدراسیون بریزند، به حساب دیگری ریختند؟ مورد دیگر این که حضور کفاشیان در فوتبال مفهومی ندارد. من وقتی اسم کفاشیان را می‌شنوم، یاد احمدشاه می‌افتم که اصلاً کارایی نداشت. واقعاً این‌ها برای فوتبال ایران چکار کرده‌اند؟»
مصطفوی در ۲۵ خرداد ۱۳۹۹ در گفتگو با خبر ورزشی اظهار داشت: «این افراد برای اینکه در فوتبال باشند حاضرند دست به هر کاری بزنند، ولو اینکه این اتفاق به فوتبال آسیب برساند، به اعتقاد من باعث و بانی تمام مشکلات امروز همین رفتارهاست، شاید عده‌ای بر این باور باشند که کفاشیان در این اتفاقات نقشی نداشته، اما من به صراحت می‌گویم که سر منشأ تمام این اتفاقات شخص اوست. ماجرای قرارداد کی روش، ماجرای پول گم شده و دَه‌ها اتفاق دیگر همگی از دوران او آغاز شد و همین حالا هم با همان شیوه جلو می‌رود.» او در این مصاحبه بیان کرد: «علی کفاشیان اگر خودش هم بخواهد دستگاه‌های نظارتی، دیگر اجازهٔ حضور او را در فوتبال را نمی‌دهند؛ آن‌ها در این مدت هر کاری که دلشان خواست را انجام دادند.»

## نظرات

### تمایل به میزبانی امارات
بنا به خبر سایت خبری تابناک ایران، بعد از اتفاقات سیاسی بین دو کشور ایران و عربستان، باشگاه‌های عربستانی اعلام کردند حاضر نیستند با باشگاه‌های ایرانی در خاک ایران بازی کنند و حتی اجازه ورود باشگاه‌های ایرانی به خاک عربستان را هم نخواهند داد. مسئول لیگ فوتبال کشور عربستان هم خواستار قرعه‌کشی مجدد لیگ قهرمانان آسیا بدون باشگاه‌های ایرانی شد. کنفدراسیون فوتبال آسیا در بیانیه‌ای کوتاه نسبت به این اتفاقات واکنش نشان داد. در این بیانیه آمد که کنفدراسیون فوتبال آسیا مسائل سیاسی بین دو کشور ایران و عربستان سعودی و تأثیر آن بر فوتبال را زیر نظر دارد و بر اساس قوانین AFC و از طریق کمیته‌های مربوط تصمیمی گرفته خواهد شد. پس از آن، درحالی‌که کنفدراسیون فوتبال آسیا، رأی خود را اعلام کرده بود، و فدراسیون فوتبال ایران، می‌بایست کشور موردنظرش را، برای انجام بازی‌های تیم‌های ایرانی مشخص می‌کرد، علی کفاشیان دراین‌باره به فارس گفت:
«برای ما برگزاری بازی‌ها در امارات بهتر است؛ چراکه در این کشور هم ایرانی‌های زیادی حضور دارند و هم راه نزدیک است. همچنین پروازهای زیادی هم از ایران به امارات صورت می‌گیرد و به همین دلیل می‌توانیم وضعیت بهتری داشته باشیم.»